# Sovetski (Timashovsk, Krasnodar)
Sovetski (del ruso: Советский) es un posiólok del raión de Timashovsk del krai de Krasnodar, en Rusia. Está situado a orillas del río Grechanaya Balka, afluente por la izquierda del río Kirpili, 15 km al suroeste de Timashovsk y 57 km al norte de Krasnodar, la capital del krai. Tenía 1 931 habitantes en 2010.
Es cabeza del municipio Poselkovoye, al que pertenece asimismo Komsomolski, Krasnoarmeiski, Krasni, Novi y Oktiabrski.